# Mathis Wackernagel
Mathis Wackernagel (Basilea, 10 novembre 1962) è un ambientalista svizzero.
È il fondatore del Global Footprint Network, un think tank internazionale che si occupa di sostenibilità ambientale, avente sede a Oakland (California), Bruxelles e Ginevra. Questo organismo è una ONG che si occupa di sviluppare e promuovere concetti e strumenti, tra cui l'impronta ecologica, per misurare l'impatto ambientale dei processi economici.

## Premi
- 2012: Premio Blue Planet[3]
- 2015: IAIA Global Environment Award
- 2018: World Sustainability Award
- 2022: Laurea magistrale ad honorem, Universit di Sterling
- 2024: Premio "Mondo d'Oro" della GeoKnowledge Foundation
- 2024: Nobel Sustainability Award
- 2025: Laurea magistrale ad honorem in Ecotossicologia e sostenibilità ambientale allo scienziato, Università di Siena, con il video della cerimonia e della sua lectio magistralis

## Opere e interviste ai media
- "Ogni anno consumiamo 1,7 pianeti, Wackernagel: «La Terra non potrà più rigenerare le risorse»" Corriere della Serra, 6 novembre 2023.
- "Credo nel potere delle possibilità" Swissinfo.ch, 17 marzo 2022.
- Our Ecological Footprint: Reducing Human Impact on the Earth (with Williams E. Rees, and Phil Testemale, 1995) ISBN 0-86571-312-X; L'impronta ecologica. Come ridurre l'impatto dell'uomo sulla terra, Edizioni Ambiente, 2008, 193 pagine
- Sharing Nature's Interest (with Nicky Chambers and Craig Simmons, 2001) ISBN 1-85383-738-5
- The Winners and Losers in Global Competition: Why Eco-Efficiency Reinforces Competitiveness: A Study of 44 Nations (with Andreas Sturm, 2003) ISBN 1-55753-357-1
- Der Ecological Footprint. Die Welt neu vermessen. (with Bert Beyers)
  - 2010, ISBN 3-931705-32-3
  - 2016, ISBN 978-3863930745 (aggiornato)